# Friedliche Revolution in Plauen

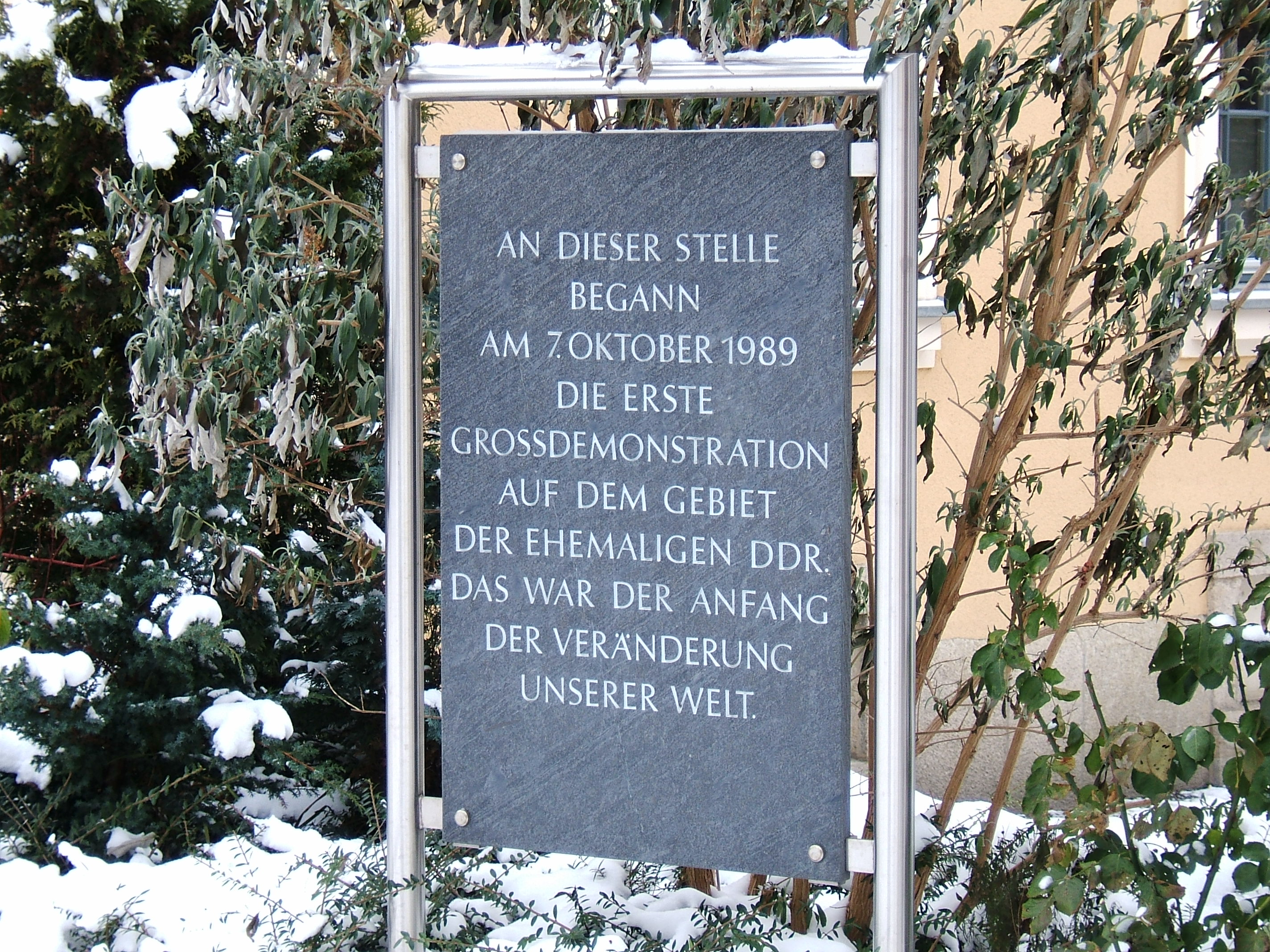
Gedenktafel auf dem Plauener Theaterplatz zur ersten Großdemonstration in der DDR

Die Friedliche Revolution in Plauen war der Vorreiter der Wende und friedlichen Revolution in der DDR. In der öffentlichen Erinnerung dominieren die Ereignisse in Leipzig und Ost-Berlin; die erste Großdemonstration in der Deutschen Demokratischen Republik fand aber schon am 7. Oktober 1989 in Plauen statt.

## Vorgeschichte
Bei der Kommunalwahl am 7. Mai 1989 nahmen verstärkt Wahlbeobachter teil, die hauptsächlich aus dem Umfeld der Kirche stammten. Man dokumentierte offensichtliche Wahlfälschungen und verfasste Eingaben. Dies änderte jedoch nichts am Verhalten der Führung. Als in der Nacht vom 4. zum 5. Oktober 1989 zum zweiten Mal Züge mit Botschaftsflüchtlingen aus Prag durch Plauen Richtung Hof fuhren, versuchten mehrere Personen aufzuspringen. Der Bahnhof und die anliegenden Gleise wurden jedoch großräumig abgesperrt.
Am 5. Oktober sollte in der Markuskirche eigentlich das Plauener Neue Forum gegründet werden, das zu dieser Zeit noch verboten war. Da sich dies jedoch herumgesprochen hatte und eine große Menschenmenge erschien, in der man auch Stasi-Mitarbeiter vermutete, setzte man spontan eine Friedensandacht an, die wegen des Andrangs wiederholt werden musste.

## Demonstration am 7. Oktober

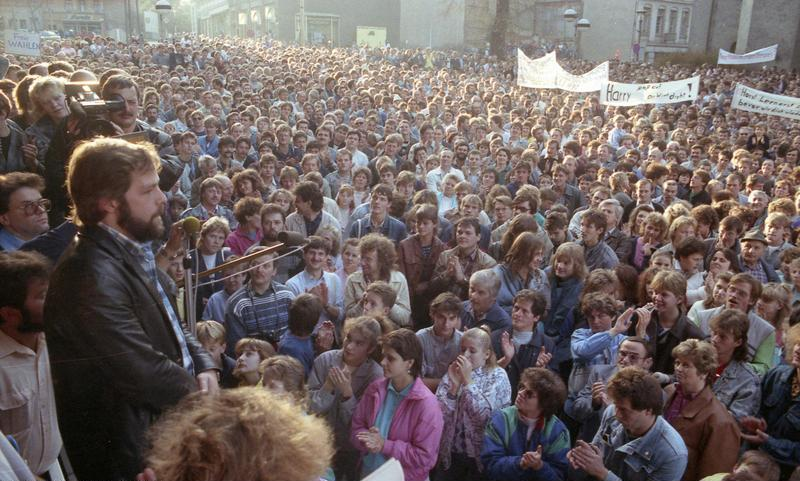
Demonstration mit 40.000 Teilnehmern vor dem Plauener Rathaus am 28. Oktober 1989

Zum 40. Jahrestag der Republik am 7. Oktober 1989 wurde mittels maschinengeschriebener Zettel und Mundpropaganda zu einer Demonstration in der Innenstadt aufgerufen. Die Stasi wusste zwar davon, unterschätzte die Lage jedoch völlig. Gegen 15 Uhr versammelten sich tausende Menschen spontan auf dem Theaterplatz und dem Otto-Grotewohl-Platz (genannt Tunnel). Die Polizei versuchte erfolglos mit Wasserwerfern (mangels eigener Fahrzeuge wurden welche der Freiwilligen Feuerwehr eingesetzt) die Menge aufzulösen und den Platz zu räumen. Die Demonstranten bewarfen eines der Feuerwehrautos mit Steinen und Flaschen, woraufhin die Fahrer beider Autos wegfuhren. Als ein Teil der Demonstranten sich nun dem Rathauseingang näherte, prügelten Polizisten mit Schlagstöcken auf sie ein. Kurz darauf kreiste ein Hubschrauber über der Menge.
Etwa um 16:15 Uhr zog ein Demonstrationszug in Richtung Bahnhofstraße und traf um etwa 17:30 Uhr wieder vor dem Rathaus ein. Dabei wurden Transparente mit Losungen wie „Wir brauchen Reformen“, „Für Reformen und Reisefreiheit gegen Massenflucht – vor allem Frieden“ oder „Reisefreiheit – Meinungsfreiheit – Pressefreiheit“ mitgeführt. Vor dem Rathaus wurde der Oberbürgermeister Norbert Martin aufgefordert, zu Gesprächen  herauszukommen. Durch den besonnenen Einsatz von Superintendent Thomas Küttler, der zwischen Rathaus/Polizei und Demonstranten vermittelte, blieb die Demonstration im weiteren Verlauf friedlich. Sie löste sich mit dem Ruf „Wir kommen wieder“ gegen 18 Uhr langsam auf, nachdem beschlossen worden war, am nächsten Sonnabend erneut zu demonstrieren, und es außerdem Gespräche zwischen Plauener Bürgern und dem Oberbürgermeister geben sollte.

## Folgen
Gerold Kny, damals Wehrleiter der Freiwilligen Feuerwehr, verfasste eine offizielle Erklärung an den Rat der Stadt, laut der sich die Brandschützer von ihrem eigenen Verhalten distanzieren und den Einsatz „aufs Schärfste“ verurteilen. Wenige Tage später zeigten sie ein Spruchband mit der Aufschrift: „Feuerwehr für das Volk: Ja! Wasserwerfer gegen das Volk: Nein! Nie wieder!“
Am 12. Oktober 1989 fanden erstmals die vereinbarten Gespräche zwischen dem Oberbürgermeister der Stadt und 25 Plauener Bürgern statt. In der Folge fanden an jedem Sonnabend bis zu den ersten freien Wahlen am 18. März 1990 Demonstrationen in Plauen statt. Bei diesen Demonstrationen, die meist auf der gleichen Route vorbei an Stasi-Zentrale und SED-Kreisamt führten, nahmen auch Menschen aus dem Umland sowie teilweise Abordnungen aus der Partnerstadt Hof teil.
Am 15. Dezember 1989 legten in Plauen 10.000 Beschäftigte für zwei Stunden die Arbeit nieder, um für die Einheit Deutschlands einzutreten. Das war der größte Streik in dieser Entwicklungsphase in der DDR.

## Rezeption
Der spätere Politiker Rolf Schwanitz bilanzierte: „Es war das erste Mal, dass sich in der DDR die Bürger ohne „Anweisungen von oben“ zusammenfanden und ihren geeinten Willen gegen das System in der DDR zum Ausdruck brachten.“ John Connelly, ein Historiker, der ab November 1989 vor Ort recherchiert hatte, urteilte: „Plauen war die erste ostdeutsche Stadt, die einen geeinten Willen zur Wende ausdrückte; sie war die einzige, in der der ostdeutsche Umbruch von Anfang an eine Sache der Massen war.“
Die von Superintendent Küttler geführte Bürgervertretung wurde später auch als Gruppe der 20 bezeichnet – in Anlehnung an die Dresdner Gruppe der 20.
Anders als in Leipzig und in Ost-Berlin wurde über die Ereignisse in Plauen aber kein Filmmaterial an westdeutsche Medien weitergegeben. Da von der Plauener Demonstration keine Bilder veröffentlicht wurden, habe sie „keine Signalwirkungin das Land gehabt“, beklagte 2009 Klaus Schroeder, der damalige Leiter des (inzwischen aufgelösten) Berliner Forschungsverbundes SED-Staat.

## Gedenken

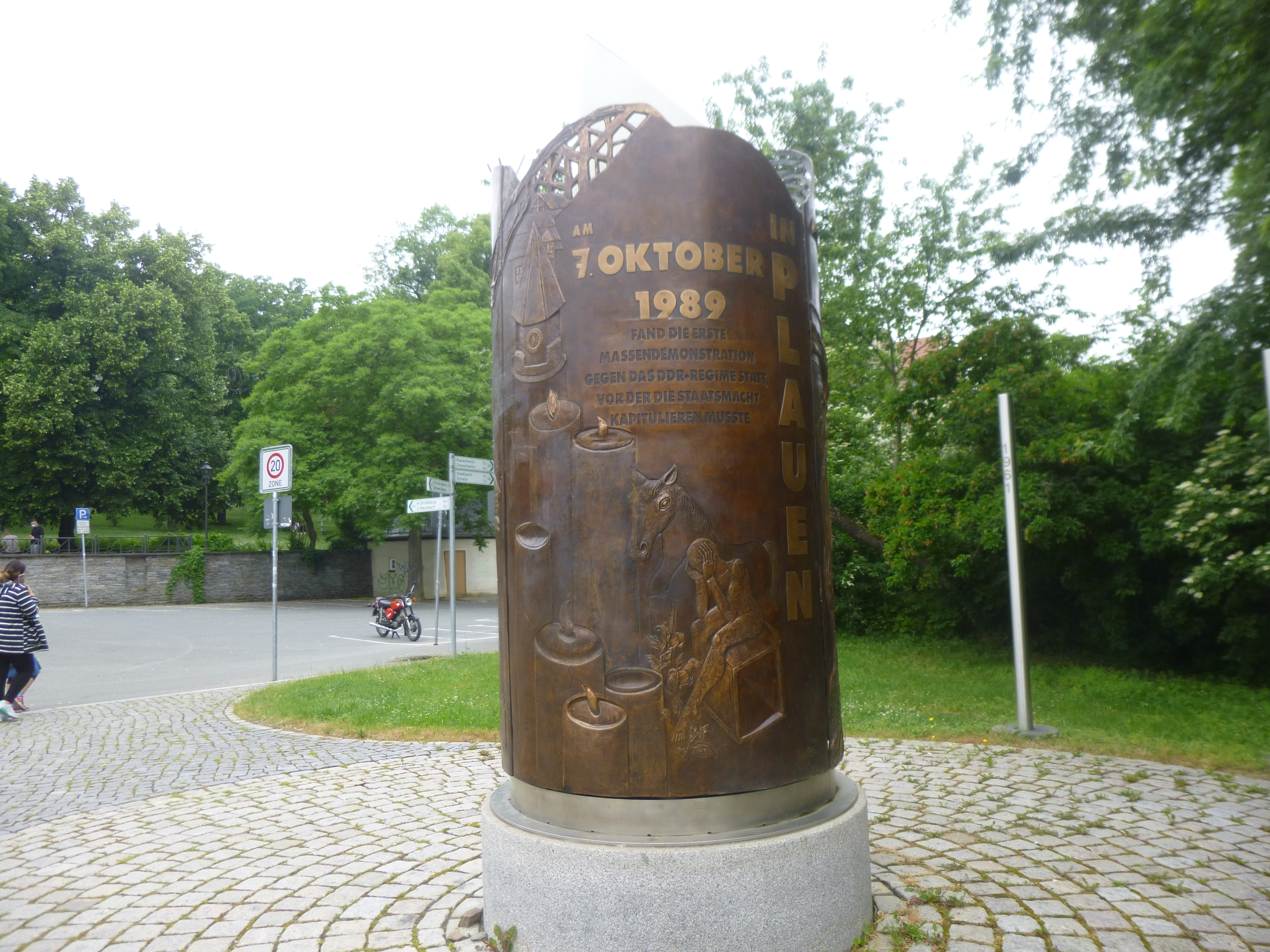
Wende-Denkmal zum 7. Oktober 1989

Angesichts der Vorreiterrolle, die Plauen in der Wendezeit einnahm, wurde der 7. Oktober als kommunaler Gedenktag zum Tag der Demokratie. erklärt. Außerdem wurde am 7. Oktober 2010 das sogenannte Wende-Denkmal, entworfen von Peter Luban, schräg gegenüber dem Neuen Rathaus eingeweiht. Die Errichtungskosten in Höhe von 60.000 Euro wurden komplett durch Spenden finanziert.
2017 gründeten Manfred Sörgel, Dirk Heinze, Gerd Naumann, Eckard Scharf und Rolf Schwanitz in Plauen die regionale Aufarbeitungsinitiative Vogtland 89. Der Verein gehört zum Netzwerk der Aufarbeitungsinitiativen des Sächsischen Landesbeauftragten zur Aufarbeitung der SED-Diktatur. 2019, zum 30. Jahrestag der Friedlichen Revolution, produzierte der Verein den  Dokumentarfilm Aufbrüche des Filmemachers Tino Peisker. Darin werden die regionalen Ereignisse vom Herbst 1989 sowie der späteren Transformationszeit nachgezeichnet.